# Samuel Smith
Samuel Smith (13 de setembro de 1927) é um químico estadunidense.